# Camblain-l’Abbé
Camblain-l’Abbé ist eine französische Gemeinde mit 681 Einwohnern (Stand 1. Januar 2022) im Arrondissement Arras im Département Pas-de-Calais. Sie gehört zum Arrondissement Arras und zum Kommunalverband Campagnes de l’Artois.

## Lage
Die Gemeinde Camblain-l’Abbé liegt im Osten des Artois, 15 Kilometer nordwestlich von Arras und 15 Kilometer südwestlich von Lens. Durch das Gemeindegebiet führt eine alte Heerstraße des Systems Chaussée Brunehaut. Nachbargemeinden von Camblain-l’Abbé sind Servins im Norden, Villers-au-Bois im Osten, Acq im Südosten, Capelle-Fermont und Frévin-Capelle im Süden, Agnières im Südwesten, Cambligneul im Westen sowie Estrée-Cauchy im Nordwesten.

## Bevölkerungsentwicklung
| Jahr                       | 1962 | 1968 | 1975 | 1982 | 1990 | 1999 | 2006 | 2015 | 2022 |
| -------------------------- | ---- | ---- | ---- | ---- | ---- | ---- | ---- | ---- | ---- |
| Einwohner                  | 414  | 390  | 448  | 561  | 615  | 653  | 652  | 645  | 681  |
| Quellen: Cassini und INSEE |      |      |      |      |      |      |      |      |      |

## Sehenswürdigkeiten

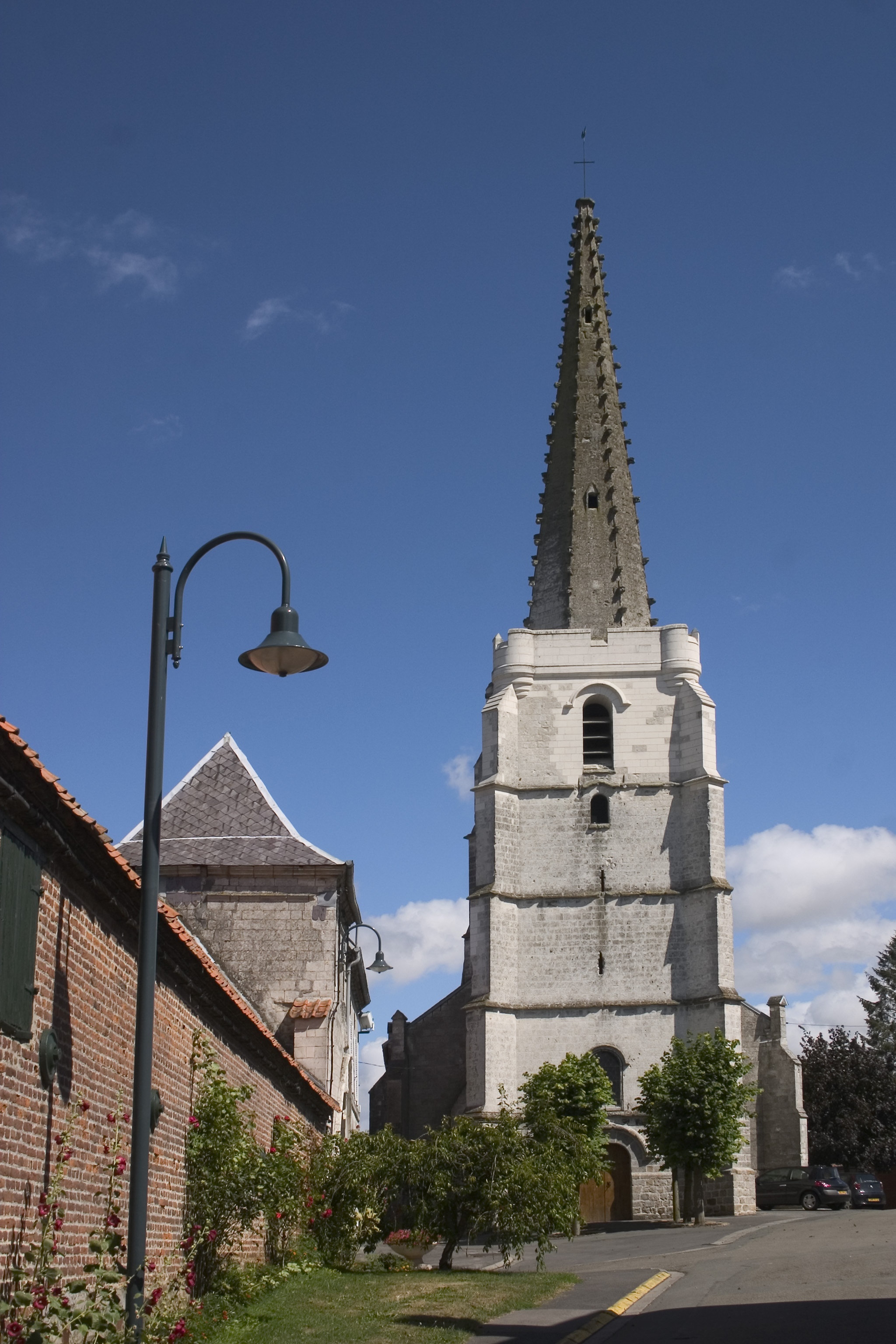
Kirche Saint-Pierre
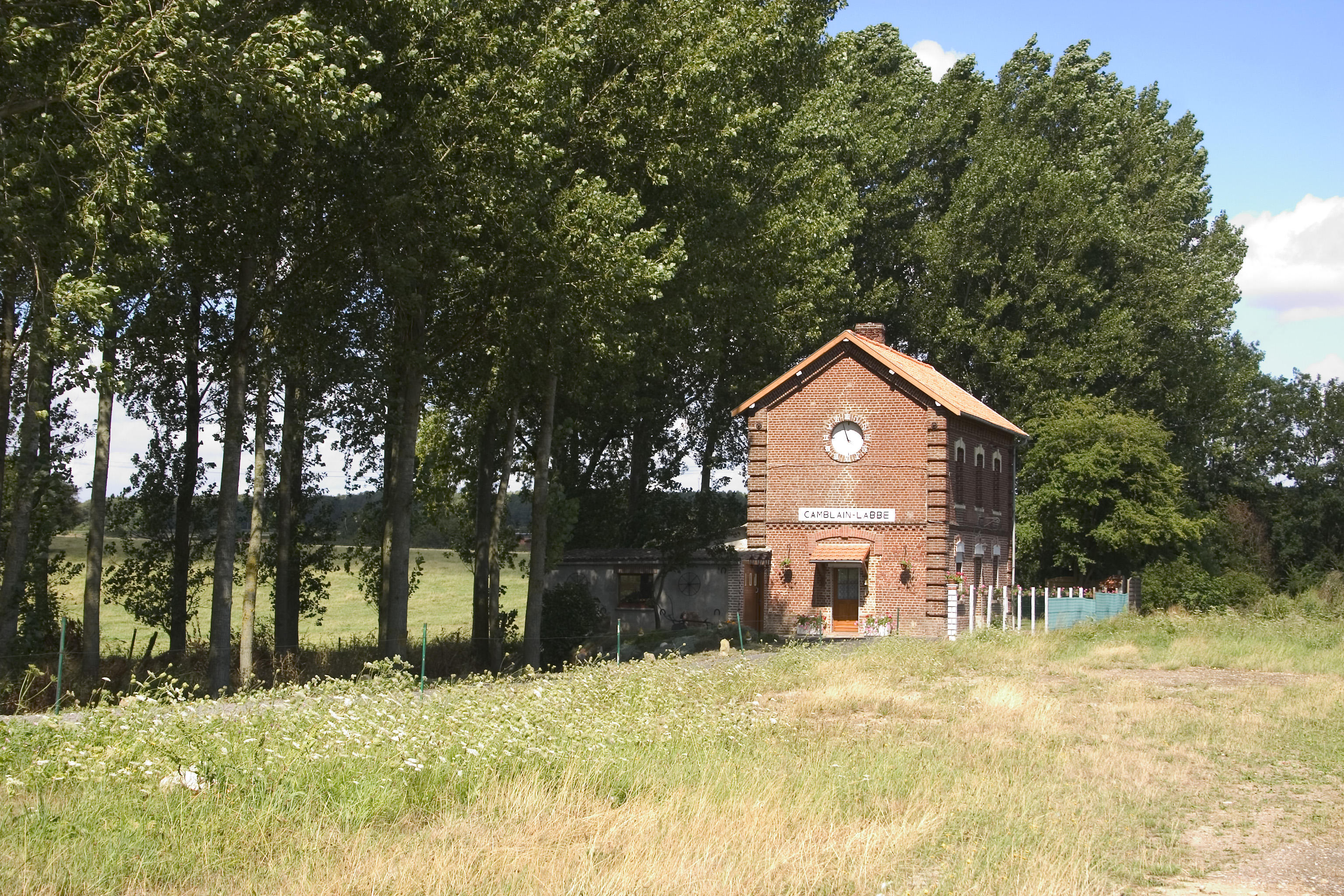
Ehemaliger Bahnhof
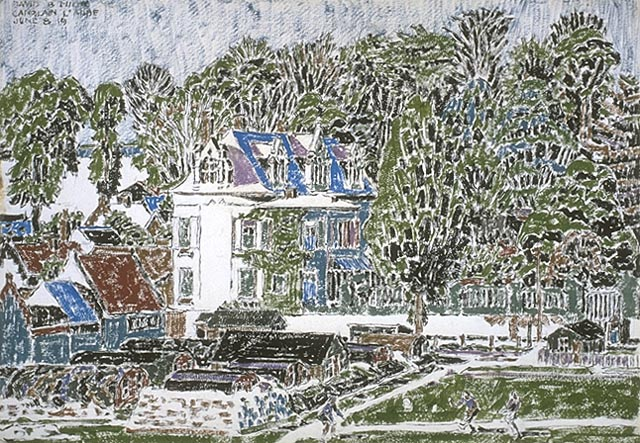
Zeichnung des Schlosses, Hauptquartier eines kanadischen Corps, 1919

- Kapelle Notre-Dame-de-Pitié

- Kirche Saint-Pierre
- Ehemaliger Bahnhof
- Zeichnung des Schlosses, Hauptquartier eines kanadischen Corps, 1919